# مونوریل شونان
مونوریل شونان (انگلیسی: Shonan Monorail) یک سیستم مونوریل معلق در کاماکورا و فوجیساوا در استان کاناگاوا ژاپن است.
این مونوریل که در سال ۱۹۷۰ تأسیس شده دارای ۱ خط، ۸ ایستگاه و ۶٫۶ کیلومتر می‌باشد.

## نگارخانه

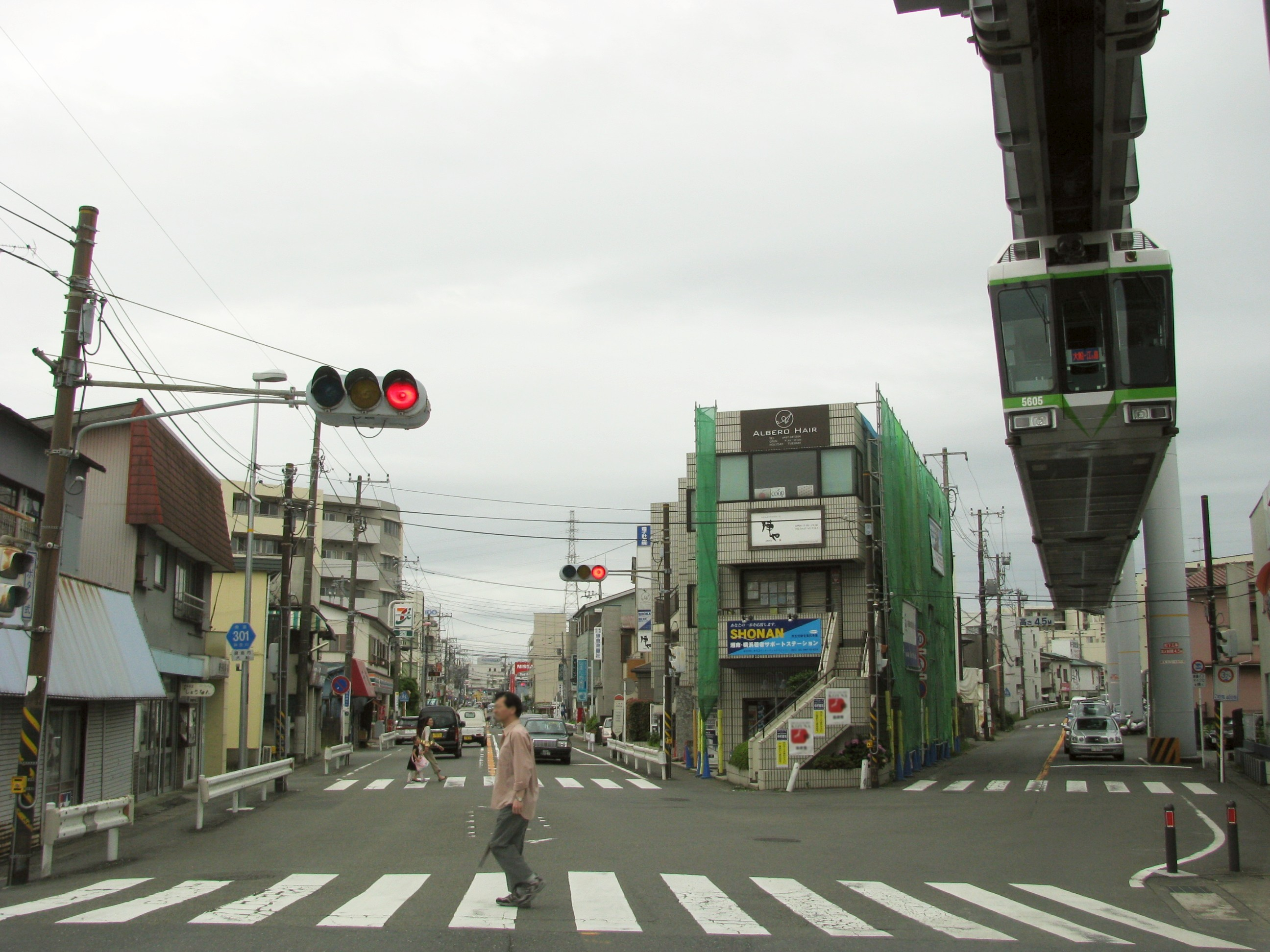
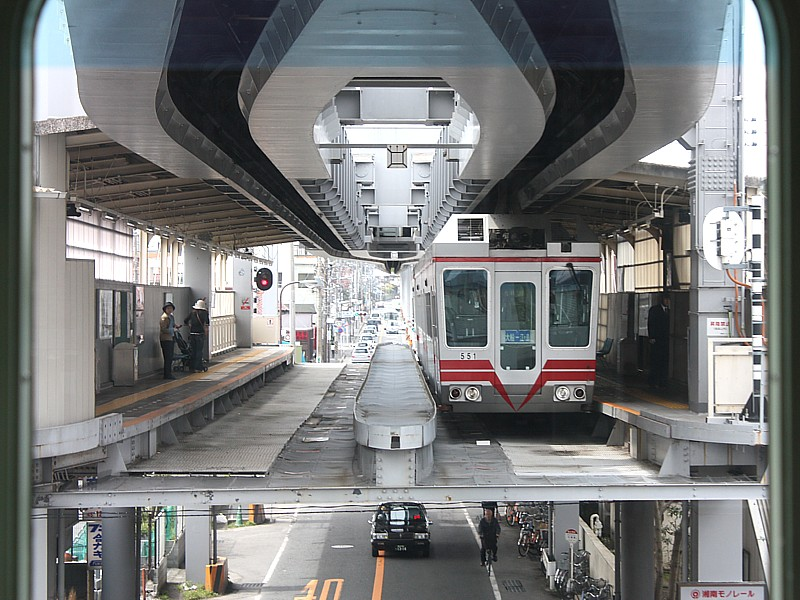
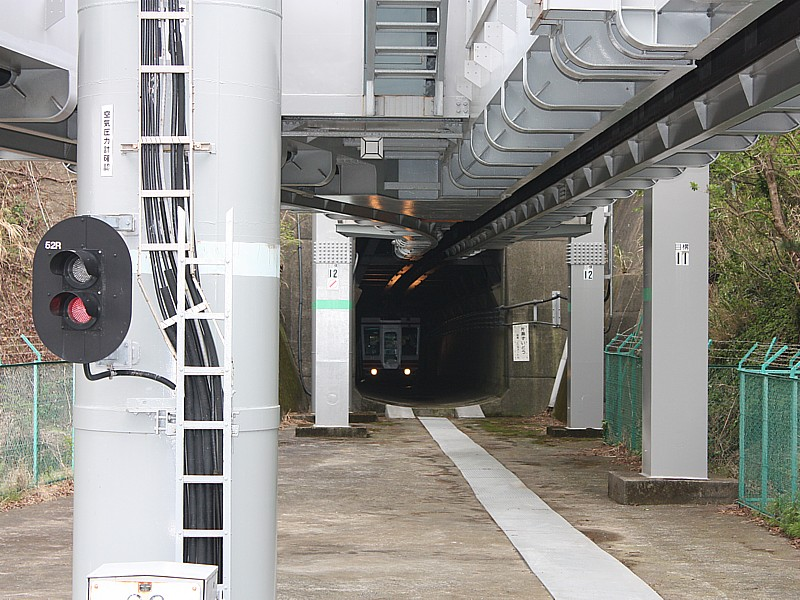
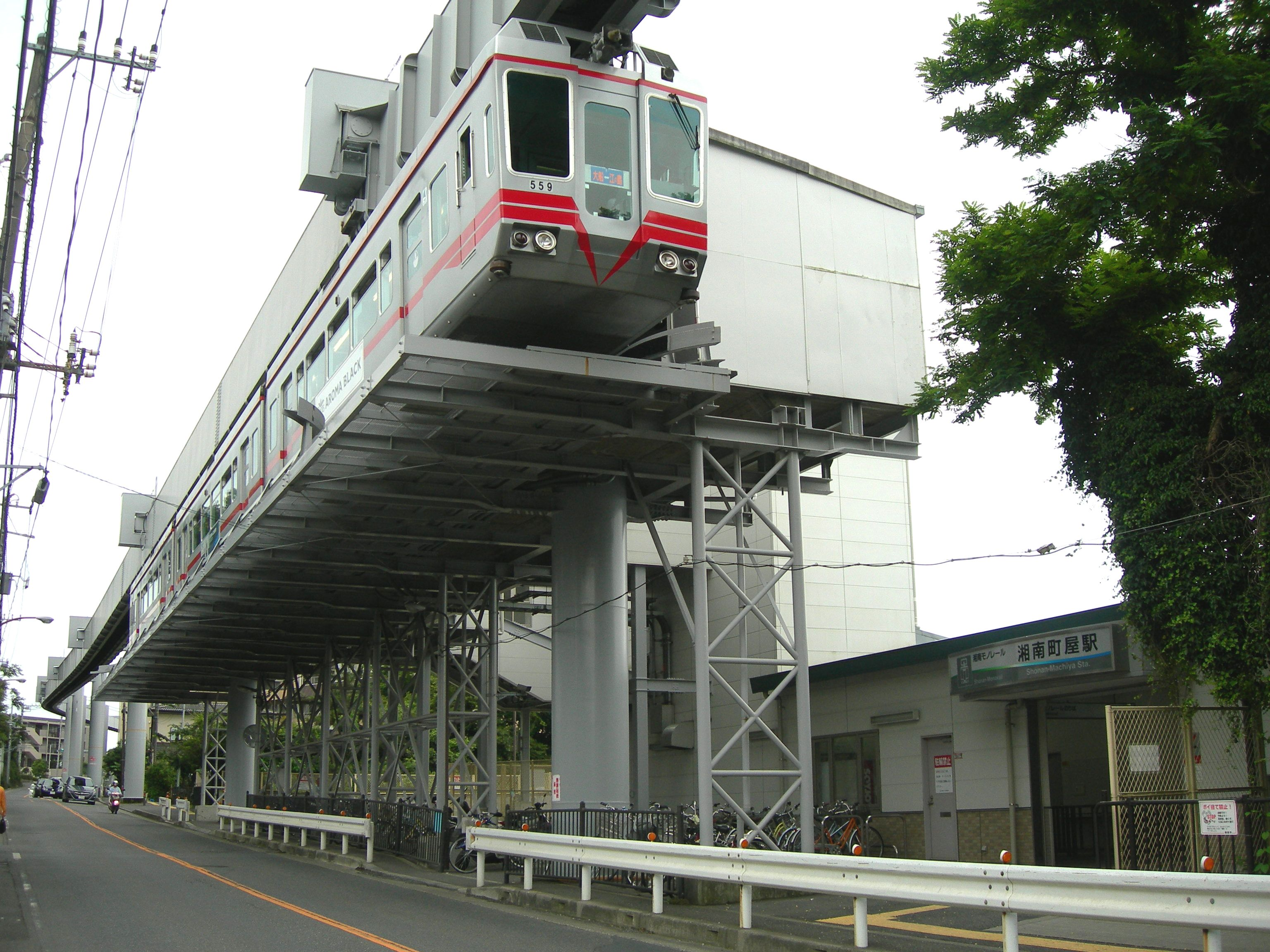